# Suryavarman I
Suryavarman I (o Narvanapala la) (... – 1050) fu sovrano effettivo dell'impero khmer tra il 1010 circa ed il 1050, nell'odierna Cambogia..
La successione di Jayavarman V, morto nel 1001, fu turbolenta. Il regno appare in preda alla guerra civile e iscrizioni del periodo successivo parlano di ricostruzioni di templi danneggiati e di ricompense date ai generali che hanno distrutto gli avversari del re. Compaiono due regnanti, con un controllo incerto del paese: Udayadityavarman I e Jayaviravarman. A nord è però menzionato nelle iscrizioni un principe, Suryavarman, che esercita prerogative regali. Le prime ipotesi storiografiche furono che non avesse sangue khmer (in base alle cronache di Chiang Mai lo si ritenne addirittura malese), ma Vickery ha dimostrato una quasi certa appartenenza alla nobiltà khmer attestata nel nordest. La nuova stirpe, chiamata "dei re del sole" per la presenza della divinita solare Surya o Uditya/Āditya nel nome dei regnanti, vanta nelle iscrizioni ascendenze antiche, anteriori al regno di Jayavarman II, il fondatore dell'impero.
La sua progressiva presa del potere negli anni seguenti ha dei parallelismi proprio con quella di Jayavarman II, essendo avvenuta tramite una serie di matrimoni, alleanze, scontri e raggiri ed un lento spostamento verso ovest, fino ad arrivare alla capitale nel 1006 circa.
Vinta una battaglia finale, Suryavarman consolidò il suo potere chiamando a una dichiarazione di fedeltà i tamvrac (pubblici ufficiali che si occupavano della riscossione delle tasse nelle province) nel nuovo palazzo reale. Il palazzo, costruito in materiali deperibili, non è sopravvissuto, ma pare sia stato il primo circondato da mura di laterite, misuranti 600 m per 250, sulle quali si aprivano 5 gopuras.
Si è ipotizzato Suryavarman I fosse buddhista, per l'atteggiamento tollerante e il patrocinio esercitato su templi buddisti. In iscrizioni a lui ostili si menziona anche la distruzione di templi induisti. D'altro canto è attestata la sua alleanza con potenti famiglie di bramini shivaiti di Angkor e la posa di linga secondo il culto devaraja. È quindi probabile si trattasse di atti volti a punire chi gli si era opposto più o meno apertamente, anche attraverso la depauperazione di templi, e a redistribuire le ricchezze ammassate a favore degli elementi a lui favorevoli.
Il suo regno durò 40 anni e fu contraddistinto da continue guerre espansionistiche e da altre guerre intraprese per difendere il territorio dalle invasioni. Conosciuto anche come il "Re delle Leggi Giuste", consolidò il potere politico invitando al palazzo reale 4.000 funzionari locali e facendo loro giurare fedeltà.
La capitale era situata nelle vicinanze di Angkor Thom, e fu il primo dei monarchi Khmer che protesse il terreno dove era situato il palazzo reale con un muro perimetrale. Nel 1022, Suryavarman I ingrandì i territori dell'Impero verso ovest fino a Lopburi, nell'odierna Thailandia, e verso nord spingendosi all'interno dell'attuale Laos.
Il più grande edificio fatto costruire durante il suo regno fu il tempio Prasat Preah Vihear, sui Monti Dângrêk, che segnano oggi il confine settentrionale cambogiano. I territori che circondano il tempio sono oggi oggetto di una dura disputa, anche armata, atta a stabilire i confini tra la Thailandia e la Cambogia.
Suryavarman I iniziò anche la costruzione del secondo serbatoio d'acqua di Angkor, il tuttora esistente baray occidentale, che ha le dimensioni di 8 km per 2,2 km e può contenere più di 123 milioni di litri d'acqua. Rappresenta il più grande serbatoio mai fatto costruire dai Khmer.
Suryavarman I morì nel 1050, ricevendo il titolo postumo di Nirvanapada (un altro degli indizi a favore dell'ipotesi che sia stato buddista), gli succedette Udayadityavarman II.